# Eumeces cholistanensis
Eumeces cholistanensis là một loài thằn lằn trong họ Scincidae. Loài này được Masroor mô tả khoa học đầu tiên năm 2009.